# John Julius Wurdack
John Julius Wurdack  (28 de abril de 1921 - 13 de mayo de 1998) fue un botánico estadounidense.
Trabaja en el Jardín Botánico de Nueva York como curador asociado, y en 1960 ingresa a la "División de Fanerógamas" en el Departamento de Botánica del Museo Nacional de Historia Natural, Smithsonian Institution. Y termina su exitosa carrera allí, como curador sénior.
Exploró e hizo estudios de la flora sudamericana del norte, en especial de Venezuela participando en innumerables coautorías en la identificación y bautismo de especies.
El 13 de mayo de 1998 falleció de cáncer.

## Algunas publicaciones

### Libros
- john j. Wurdack, thomas Morley, marion j. Jansen-Jacobs, paulus j. Maas, susanne s. Renner, dieter c. Wasshausen. 1993. Flora of the Guianas: Series A, Phanerogams. 99. Melastomataceae. Editor Koeltz, 425 pp. ISBN 1-878762-41-9

- -----------------. 1980. Melastomataceae. Flora of Equador 13. Editor Swedish Nat. Sci. Res. Council, 406 pp.

- La abreviatura «Wurdack» se emplea para indicar a John Julius Wurdack como autoridad en la descripción y clasificación científica de los vegetales.[3]